# キアラヴァッレ・チェントラーレ
キアラヴァッレ・チェントラーレ（イタリア語: Chiaravalle Centrale）は、イタリア共和国カラブリア州カタンザーロ県にある、人口約5,500人の基礎自治体（コムーネ）。

## 地理

### 位置・広がり

#### 隣接コムーネ
隣接するコムーネは以下の通り。括弧内のVVはヴィボ・ヴァレンツィア県所属を示す。
- アルグスト
- カピストラーノ (VV)
- カルディナーレ
- ペトリッツィ
- サン・ヴィート・スッロ・イオーニオ
- トッレ・ディ・ルッジェーロ

## 行政

### 分離集落
キアラヴァッレ・チェントラーレには、以下の分離集落（フラツィオーネ）がある。
- Acquamammone, Case Incenso, Clemenze, Difesa, Fraguso, Gatto, Pellegrino, Pirivoglia, San Pietro